# Дылевский, Андрей Геннадьевич
Андрей Геннадьевич Дылевский (род. 9 апреля 1970, Москва) — советский и российский хоккеист, защитник. Тренер. Мастер спорта России.

## Биография
Воспитанник школы московского «Спартака», Играл за команды ШВСМ-МЦОП (1988/89), СКА МВО Калинин (1988/89 — 1989/90), «Трактор» / «Липецк» (1990/91, 2009/10 — 2010/11, 2012/13), «Алиса» (1991/92), «Вятич» Рязань (1992), «Нэшвилл Найтс» (ECHL, 1992/93 — 1993/94), «Чатем Уилз» (1993/94, CoHL), «Северсталь» (1994/95 — 1997/98), ЦСКА (1998/99 — 1999/2000), «Витязь» (2000/01), «Металлург» Новокузнецк (2001/02 — 2002/03), «Химик» Воскресенск (2003/04 — 2004/05), «Крылья Советов» (2005/06), «Дмитров» (2007/08), «Капитан» Ступино (2008/09), «Брянск» (2011/12).
В апреле 1999 года провёл два товарищеских матча за сборную России против Латвии.
Окончил РГУФК.
Тренер в школах «Созвездие» (Москва, 2015—2017) и «Атлант» (Мытищи, 2018—2023). Тренер женского клуба «Торнадо» Дмитров (с 2023/24).